# August von Honstedt
August von Honstedt (* ca. 1760; † 31. Oktober 1821 in London) war großbritannischer und hannoverscher Generalmajor. Er war zuletzt Kommandeur des 6. Linien-Bataillons der King’s German Legion.
Er kam am 26. Oktober 1779 als Seconde-Lieutenant zur Fußgarde, am 1. August 1781 als Leutnant im 15. Infanterie-Regiment, das 1787 in 14. Infanterie-Regiment umbenannt wurde, und wurde am 28. November 1784 Hauptmann. Das Regiment gehörte zum Kontingent der hannoverschen Truppen Ostindien. Nach der Rückkehr aus Indien wurde er am 14. April 1794 Major der 2. Jägerkompanie und am 16. September 1799 Oberstleutnant. Er war als solcher noch 1803 zum 2. Infanterie-Regiment gekommen, bevor die Armee nach der Besetzung Kurhannovers durch die Franzosen aufgelöst wurde. Wie viele andere Offiziere auch ging von Honstedt zur King’s German Legion, in der er am 15. Dezember 1804 offiziell aufgenommen wurde. Dort wurde er Kommandeur des 6. Linien-Bataillons. In den englischen Listen wurde er oft als Augustus Baron Honstedt geführt. Im Jahre 1808 wurde er Brigadegeneral, am 25. Juli 1810 zum Generalmajor ernannt und kommandierte das 6. Linien-Regiment. In den Napoleonische Kriegen kommandierte von Honstedt während des Spanienfeldzuges 1812 an der spanischen Ostküste eine Brigade. Ferner kämpfte er von 1807 bis 1814 in Sizilien und 1815 auch in Italien. Nach Auflösung der KGL und Übernahme der Truppen in die Hannoversche Armee 1814 wurde er pensioniert und zum Kommandeur des Guelphen-Ordens (2. Klasse) ernannt.
Er ging nach London, wo er am  31. Oktober 1821 starb.